# Glauco (botânica)

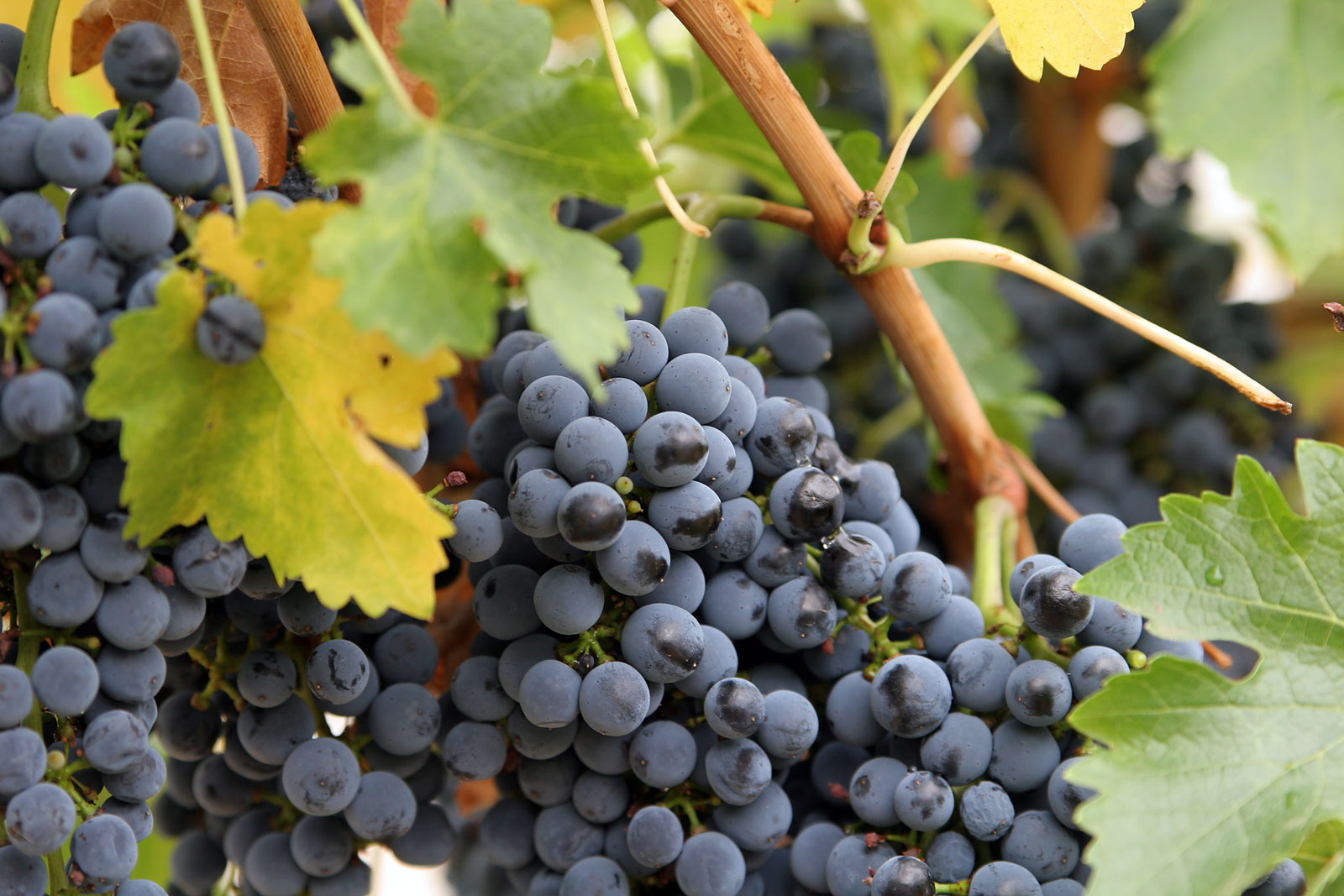
Uvas com casca glauca, mostrando manchas brilhantes onde a cera foi removida.

Glauco (do latim glaucus, "esverdeado", do grego glaukós) é um adjectivo usado como termo botânico para descrever a aparência verde-acinzentada ou verde-azulada da superfície de folhas, frutos, caules e outros órgãos das plantas. O termo glauco é frequentemente usado na descrição de plantas cujas folhas estão recobertas com uma cera epicuticular acinzentada, azulada ou esbranquiçada que lhes dá um brilho baço e uma cor esverdeada que pode ser facilmente alterada esfregando o órgão.

## Exemplos
A presença de um recobrimento epicuticular ceroso nas ameixas maduras dá àqueles frutos uma aparência glauca típica, o mesmo acontecendo nas uvas da videira europeia comum (Vitis vinifera). Alguns cactos apresentam um recobrimento glauco nos seus caules mais jovens. Os revestimentos glaucos, por serem cerosos, são hidrofóbicos, evitando o humedecimento pela chuva, e escorregadios, o que dificulta o movimento de insectos sobre a superfície da planta. Nos frutos, a biologia evolutiva tende a explicar a presença de cutículas glaucas por dificultar a acção dos pequenos insectos frutívoros, favorecendo os animais maiores, em particular as aves e os mamíferos, mais capazes de propiciarem uma melhor dispersão das sementes por zoocoria.